# Paracentrobia ducassei
Paracentrobia ducassei är en stekelart som först beskrevs av Dozier 1932.  Paracentrobia ducassei ingår i släktet Paracentrobia och familjen hårstrimsteklar. Inga underarter finns listade i Catalogue of Life.